# Hrabstwo Piatt
Hrabstwo Piatt – hrabstwo w USA, w stanie Illinois, z liczbą ludności wynoszącą 16 365, według spisu z 2000 roku. Siedzibą administracji hrabstwa jest Monticello.

## Geografia
Według spisu hrabstwo zajmuje powierzchnię 1140 km², z czego 1 140 km² stanowią lądy, a 0 km² (0,07%) wody.
W przybliżeniu 91% z tego obszaru są to tereny uprawne, 3% stanowią pastwiska, 1% obszary lesiste i 5% inne (obszary miejskie, drogi wodne, autostrady). Ukształtowanie terenu waha się od 650 do 800 stóp n.p.m.

### Sąsiednie hrabstwa
- Hrabstwo McLean – północ
- Hrabstwo Champaign – wschód
- Hrabstwo Diuglas – południowy wschód
- Hrabstwo Moultrie – południe
- Hrabstwo Macon – południowy zachód

Stan Illinois na mapie USA

- Hrabstwo De Witt – zachód

## Historia
Hrabstwo Monroe powstało 27 stycznia 1841 roku z terenów dwóch hrabstw: Macon i De Witt. Swoją nazwę obrało na cześć Jamesa A. Piatt, miejscowego działacza i współtwórcy hrabstwa.
Siedziba Hrabstwa – Monticello, została założone 1 lipca 1837, kiedy to James A. Piatt zarejestrował w archiwach budynku sądu w Decatur zakup ziemi zwanej później Monticello. W trakcie przyjęcia 4 lipca, 1837 roku ziemia otrzymała swoją nazwę na cześć rezydencji Thomasa Jeffersona Monticello w Wirginii.

## Demografia
Według spisu z 2000 roku hrabstwo zamieszkuje 16 365 osób, które tworzą 6475 gospodarstw domowych oraz 4726 rodzin. Gęstość zaludnienia wynosi 14 osób/km². Na terenie hrabstwa jest 6798 budynków mieszkalnych o częstości występowania wynoszącej 6 budynków/km². Hrabstwo zamieszkuje 98,83% ludności białej, 0,24% ludności czarnej, 0,08% rdzennych mieszkańców Ameryki, 0,13% Azjatów, 0,02% mieszkańców Pacyfiku, 0,14% ludności innej rasy oraz 0,57% ludności wywodzącej się z dwóch lub więcej ras, 0,62% ludności to Hiszpanie, Latynosi lub inni.
W hrabstwie znajduje się 6475 gospodarstw domowych, w których 32,60% stanowią dzieci poniżej 18. roku życia mieszkający z rodzicami, 63,30% małżeństwa mieszkające wspólnie, 6,80% stanowią samotne matki oraz 27,00% to osoby nie posiadające rodziny. 23,70% wszystkich gospodarstw domowych składa się z jednej osoby oraz 11,80% żyje samotnie i ma powyżej 65. roku życia. Średnia wielkość gospodarstwa domowego wynosi 2,50 osoby, a rodziny 2,96 osoby.

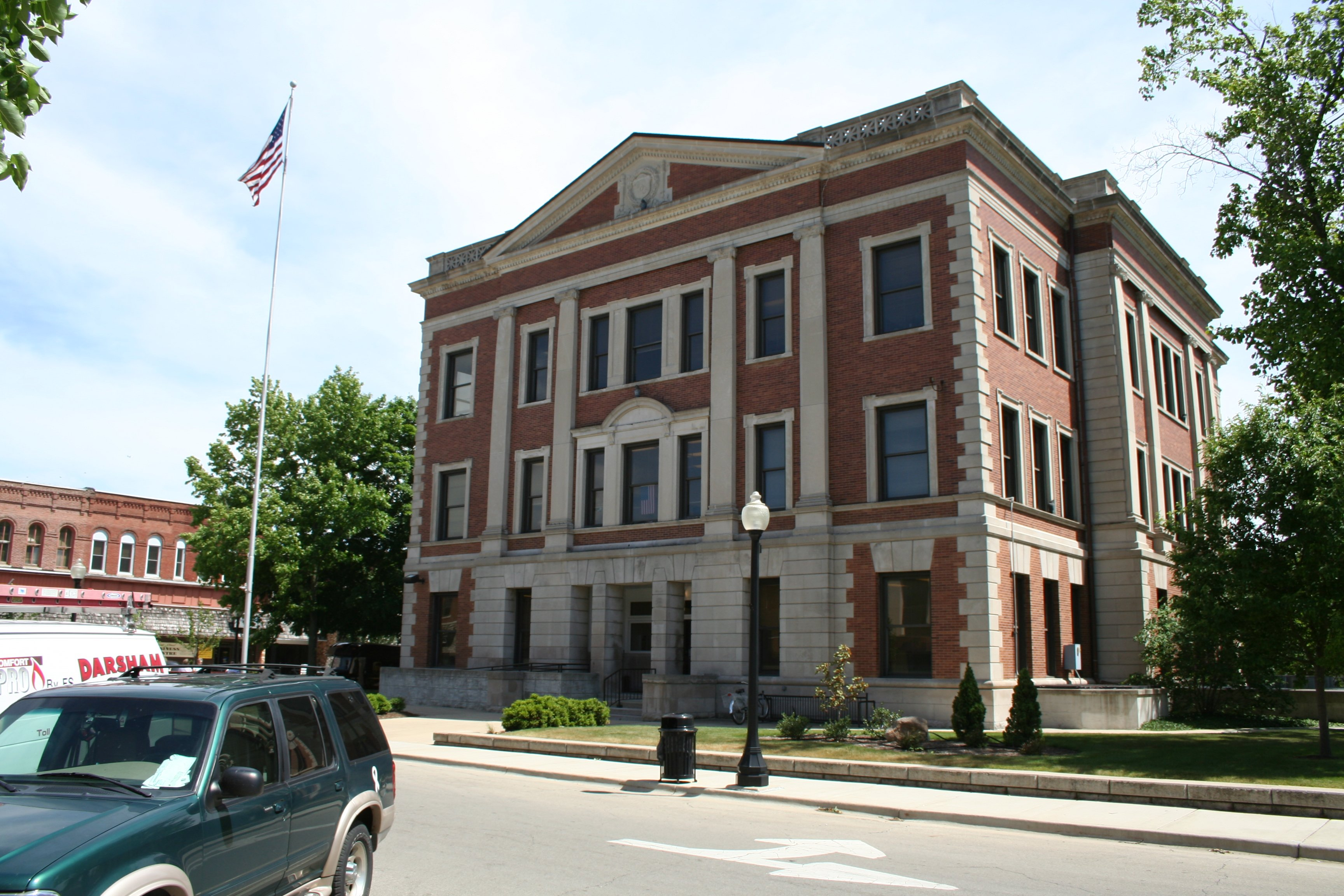
Siedziba Hrabstwa Piatt w Monticello

Przedział wiekowy populacji hrabstwa kształtuje się następująco: 25,10% osób poniżej 18. roku życia, 6,80% pomiędzy 18. a 24. rokiem życia, 27,60% pomiędzy 25. a 44. rokiem życia, 25,00% pomiędzy 45. a 64. rokiem życia oraz 15,50% osób powyżej 65. roku życia. Średni wiek populacji wynosi 40 lat. Na każde 100 kobiet przypada 95,40 mężczyzn. Na każde 100 kobiet powyżej 18. roku życia przypada 91,90 mężczyzn.
Średni dochód dla gospodarstwa domowego wynosi 45 752 USD, a dla rodziny 52 218 dolarów. Mężczyźni osiągają średni dochód w wysokości 36 762 dolarów, a kobiety 23 606 dolarów. Średni dochód na osobę w hrabstwie wynosi 21 075 dolarów. Około 3,60% rodzin oraz 5,00% ludności żyje poniżej minimum socjalnego, z tego 4,80% poniżej 18. roku życia oraz 6,20% powyżej 65. roku życia.

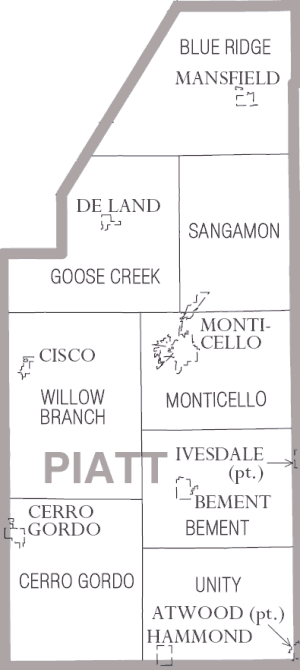
Mapa Okręgów Hrabstwa Piatt

## Miasta
- Monticello

## Wioski
- Bement
- Cerro Gordo
- Cisco
- De Land
- Hammond
- Mansfield

## CDP
- La Place
- White Heath